# 54e Rue
La 54e Rue (« 54th Street » en anglais) est une rue de New York, aux États-Unis.

## Situation et accès
La 54e Rue traverse Manhattan d'Ouest en est, en partant de la Douzième Avenue et se termine York Avenue à Sutton Place South.

## Origine du nom
La 54e Rue, tire son nom tout simplement de sa position dans le plan en damier de Manhattan établi en 1811. 
Le chiffre « 54 » indique sa position dans la grille est-ouest, entre la 53e et la 55e Rue.

## Historique
Le maire de New York, Rudy Giuliani, a commémoré l'appellation « Big Apple » attribuée au journaliste John J. Fitz Gerald, en inaugurant le Big Apple Corner à l'angle de la 54e Rue et de Broadway, ou FitzGerald a habité entre 1934 et 1963.

## Bâtiments remarquables et lieux de mémoire
On y trouve en particulier le DeWitt Clinton Park (en), les Colbert Report studios, les Sony Music Studios, mais aussi des hôtels comme le London NYC, le New York Hilton Hotel, ou The Warwick Hotel, ainsi que le célèbre Museum of Modern Art.

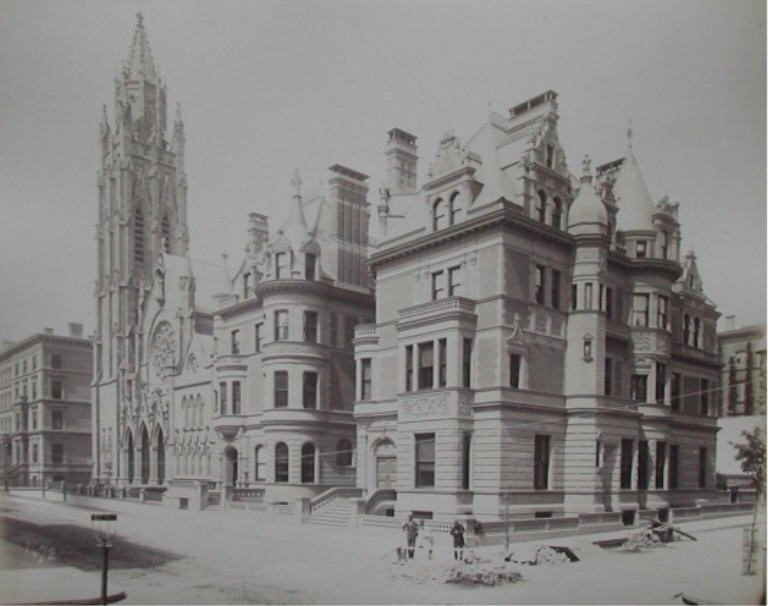
Immeuble construit pour William Henry Vanderbilt à l'angle de la Cinquième Avenue (1885).
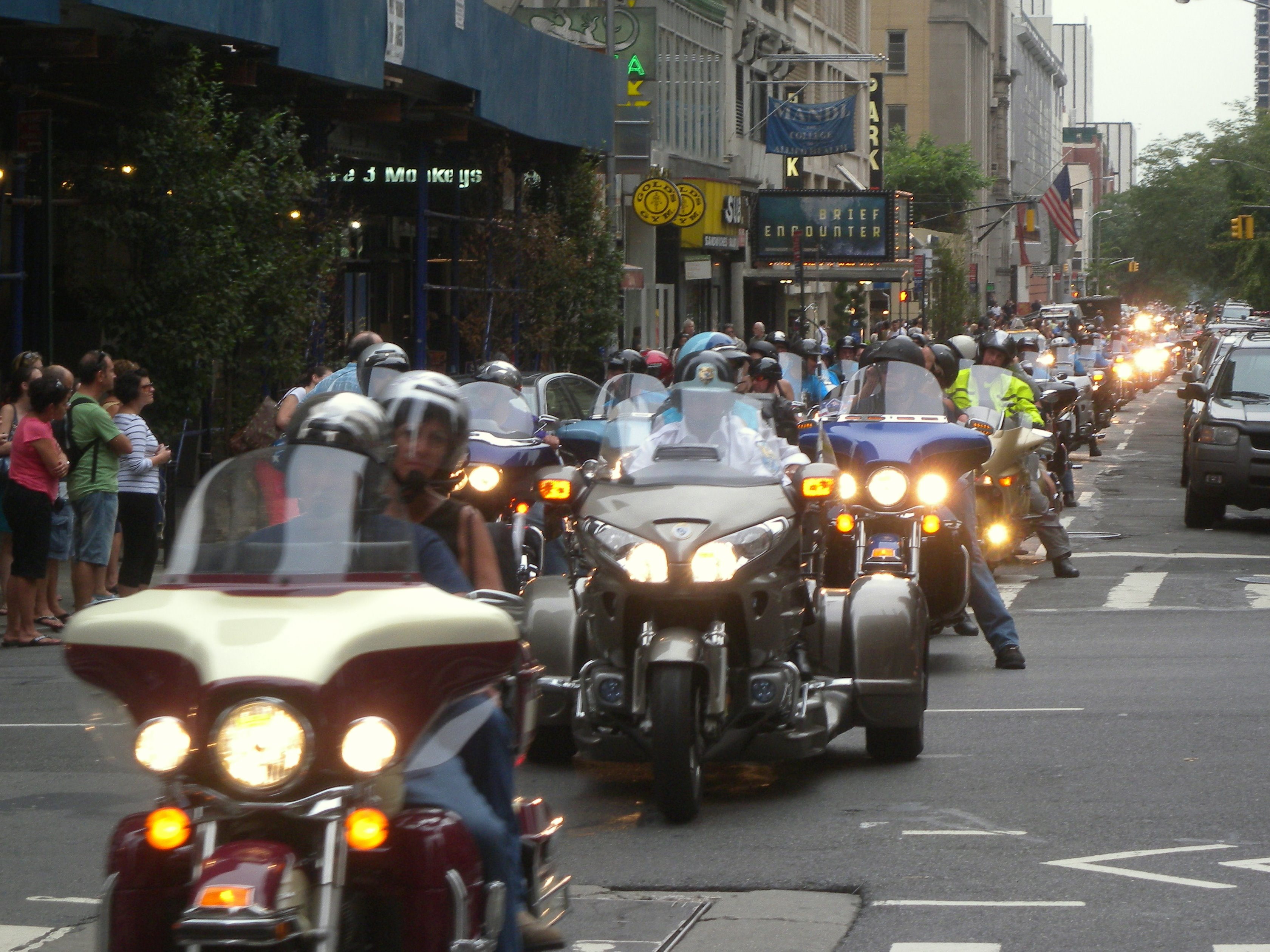
Parade de motards sur la 54e Rue.
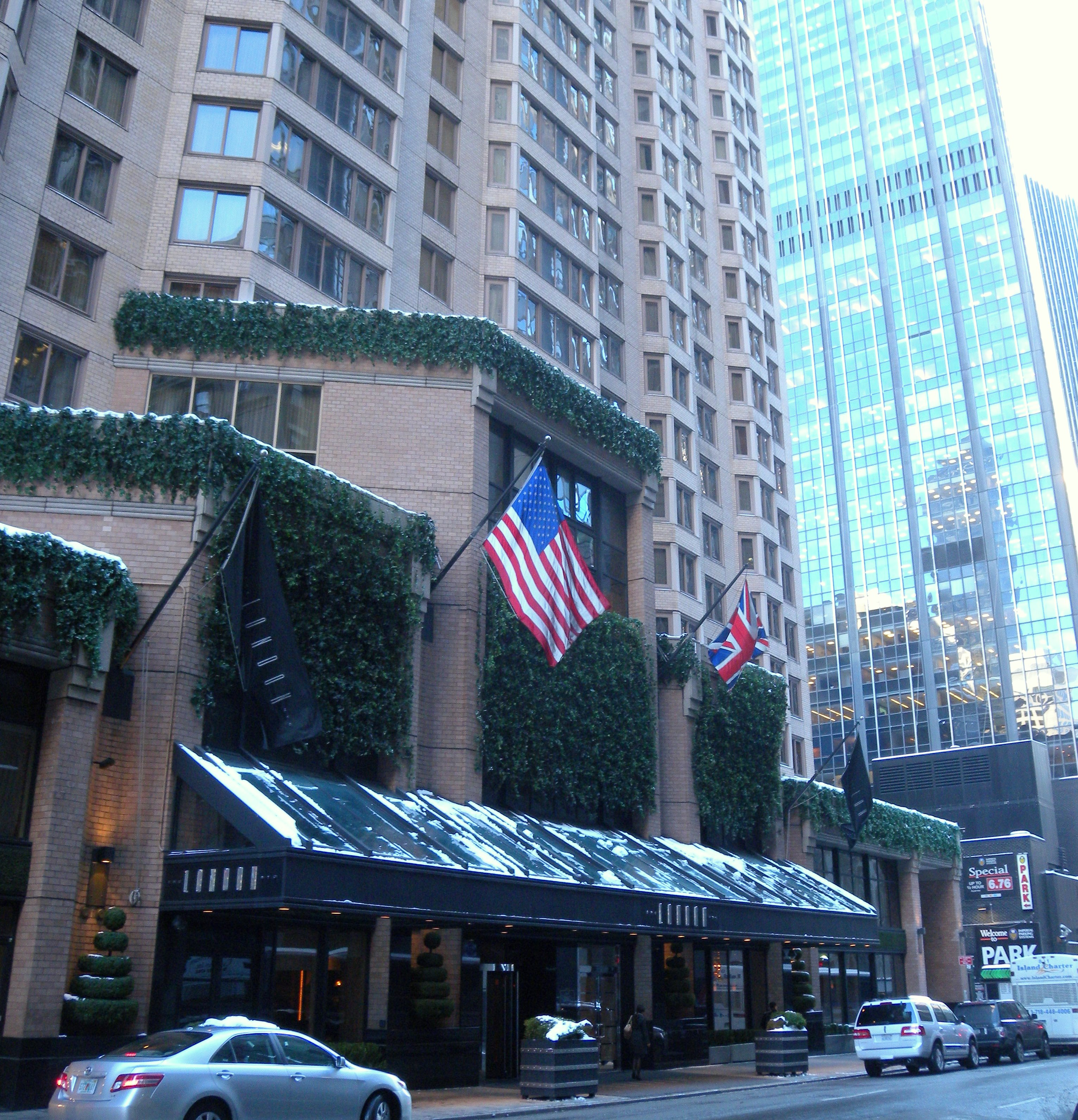
L'hôtel London NYC (ancien hôtel Royal Concordia).